# Bandera de Resistencia
La bandera de Resistencia es el pabellón distintivo adoptado por la ciudad capital de la provincia del Chaco como enseña junto a su escudo municipal. Es el resultado de un llamado a concurso público efectuado por el Concejo Municipal de Resistencia en 2019.

## Historia
El Concejo Municipal de Resistencia, a través del concurso Una bandera para Resistencia, convocó a la ciudadanía a presentar diseños para la constitución de un nuevo emblema que acompañara al escudo municipal. Este concurso contaría con un jurado conformado por funcionarios municipales y referentes culturales de la ciudad. A esta convocatoria dieron su respuesta 38 postulantes y resultó ganador el diseño propuesto por Sacha Mijail Vanioff bajo el pseudónimo de Jorge Quinto.
El diseño fue presentado de manera oficial el 17 de julio de 2019.
La bandera fue izada por primera vez el 27 de enero de 2020 en el mástil del Domo del Centenario como apertura de los festejos por los 142 años de la ciudad.

## Fundamentación
La Bandera de la Ciudad conjuga conceptos que van desde los vínculos con los símbolos patrios y provinciales; el pasado del territorio y su fundación; el diseño urbano y los distintos grupos que la habitaron y la habitan.
Sus colores están inspirados en la bandera provincial: El verde monte referencia a la naturaleza del territorio. El azul celeste hace referencia a la bandera nacional, y a su vez simboliza las aguas por las cuales llegaron los primeros inmigrantes friulanos. Por último el amarillo dorado, mismo color que lleva el sol de nuestra bandera nacional.
El cuadrado blanco en el centro de la bandera se fundamenta en un aspecto particular de la ciudad: sus calles se orientan a 45° respecto al norte. Esto hace que las esquinas de las manzanas señalen los cuatro puntos cardinales convirtiéndolas en una brújula.
El Sol de Resistencia, símbolo central, es el protagonista de la composición y en él confluyen distintos conceptos:
- En primer lugar es una referencia directa al Sol de Mayo, emblema de la bandera nacional inspirado en Inti, la deidad solar de los Incas. En este sentido es un símbolo que representa a los pueblos que habitan el territorio americano antes de la llegada de la cultura occidental. Asimismo referencia a la Revolución de Mayo, causa emancipadora que hermana a los resistencianos con el resto de los pueblos latinoamericanos. 
- Sus trazos están inspirados en la plaza central, que alineada con los puntos cardinales da origen a cuatro avenidas (representadas en ocho líneas centrales de mayor longitud) y ocho calles (representadas en ocho líneas laterales de menor longitud). Las líneas que configuran al Sol de Resistencia son los caminos que conducen hasta el corazón de la ciudad, caminos en los que cada resistenciano tiene un recuerdo, caminos que configuran la estructura donde descansa la memoria colectiva.
- Se construye como una forma escultórica, haciendo referencia a la trascendencia cultural que tiene el título de “La Ciudad de las Esculturas”, carta de presentación de Resistencia ante el mundo.